# Ravni model
Ravni model (ili tablični) model sastoji se od pojedinačnog, dvodimenzionalnog reda elemenata podataka, gdje se za sve članove danog stupca pretpostavlja da su slične vrijednosti, te da su svi članovi reda povezani jedni s drugima. Na primjer, stupci za ime i lozinku mogu se koristiti kao dio sigurnosnog sustava baze podataka. Svaki red bi imao specifičnu lozinku povezanu s individualnim korisnikom. Stupci tablice često imaju tip povezan s njima, definirajući ih kao oznake podataka, datum ili vremensku informaciju, cjelinu ili brojeve lebdećih točaka. Ovaj model je slučajno i baza tabličnog računanja.